# Yanshan (Cangzhou)
Der Kreis Yanshan (盐山县,  Yánshān Xiàn) ist ein Kreis der chinesischen Provinz Hebei. Es gehört zum Verwaltungsgebiet der bezirksfreien Stadt Cangzhou. Der Kreis hat eine Fläche von 793,9 km² und zählt 436.812 Einwohner (Stand: Zensus 2010). Sein Hauptort ist die Großgemeinde Yanshan (盐山镇).

## Administrative Gliederung
Auf Gemeindeebene setzt sich der Kreis Yanshan aus sechs Großgemeinden und sechs Gemeinden zusammen. Diese sind:
- Großgemeinde Yanshan 盐山镇
- Großgemeinde Wangshu 望树镇
- Großgemeinde Qingyun 庆云镇
- Großgemeinde Hanji (China) 韩集镇
- Großgemeinde Qiantong 千童镇
- Großgemeinde Shengfo 圣佛镇

- Gemeinde Bianwu 边务乡
- Gemeinde Xiaoying 小营乡
- Gemeinde Yangji 杨集乡
- Gemeinde Mengdian 孟店乡
- Gemeinde Changzhuang 常庄乡
- Gemeinde Xiaozhuang 小庄乡